# Åkersberga
Åkersberga est une localité suédoise, chef-lieu de la commune d'Österåker. Sa population était de 28 033 habitants en 2010. De 1974 à 1983, elle fut le chef-lieu de la commune de Vaxholm.

## Histoire
En 1901, une gare ferroviaire nommée Berga a été ouverte sur cette zone rurale à environ 30 kilomètres de Stockholm. Plusieurs magasins et un bureau de poste ont suivi. Le nom Berga a été changé par Åkers berga pour éviter la confusion avec d'autres villes Berga en Suède, et plus tard le nom actuel Åkersberga a évolué.
Après la Seconde Guerre mondiale, le petit village a grandi et beaucoup d'appartements ont été construits. Åkersberga a progressivement évolué en banlieue et la majorité de la plupart de ces habitants se rendent au travail à Stockholm.
Au cours des dernières décennies, Åkersberga a adopté un caractère plus urbain. Entre 1974 et 1982, Åkersberga fut le siège de la municipalité de Vaxholm (commune). Lors de la scission de la municipalité de 1983, Åkersberga devient le siège de la municipalité d'Österåker réintégrée.

## Population
| Années    | 1950 | 1960 | 1965 | 1970  | 1975  | 1980  | 1990  | 1995  | 2000  | 2005  | 2010  |
| --------- | ---- | ---- | ---- | ----- | ----- | ----- | ----- | ----- | ----- | ----- | ----- |
| Habitants | 1197 | 3573 | 6444 | 11875 | 17700 | 20357 | 23556 | 23871 | 24858 | 26727 | 28033 |

## Quartiers
- Margretelund
- Brevik
- Runö
- Sjökarby
- Skånsta
- Hacksta
- Smedby
- Brofästet
- Söra
- Åkersberga centrum
- Österskär
- Solskiftet
- Kungsätra
- Tråsättra
- Tuna Gård
- Storhagen
- Båtstorp
- Åkerstorp

### Åkersberga Centrum
Åkersberga Centrum possède un centre commercial avec des magasins qui constituent le lieu central de rencontre et de commerce à Åkersberga. Le bâtiment principal se compose de deux propriétés jointes appelées Skutan (1976) et Kajutan (1995) et le centre compte environ 60 magasins. Les propriétaires sont la société finlandaise Citycon et la société municipale Armada Fastigheter. En raison de la forte demande et du manque de locaux, le centre d'Åkersberga a été agrandi d'environ 8 000 m² d'espace commercial. L'agrandissement du centre a été achevé le 20 octobre 2010.

## Transports
Åkersberga est desservie par le train urbain, à voie étroite, le Roslagsbanan, qui a 4 arrêts dans la ville : Österåker, Tunagård, Åkersberga Station et Åkers Runö.

## Personnalités liées à la commune
- Mattias Gustafsson
- Alexander Östlund